# 川北公路
川北公路是中國上海市浦東新區一條西南-東北走向道路。其西南起自上海浦東軟件園（祖衝之園），東北至張江路。
1956年7月，川北公路開始修建。12月25日竣工。當時川北公路全长19.58公里，宽3.5米，西起北蔡镇沪南公路，东至川沙镇（川沙縣縣城）。1975年，川沙至小营房的鐵路被拆除後，川北公路同步延伸至小营房接川南奉公路。
1991年末塘川公路竣工後，由於川北公路一段被劃入塘川公路，川北公路仅剩北蔡鎮沪南公路至张江镇一段。1997年，川北公路的小营房至御孙路段（即今张江路与华夏中路交汇处）改名为华夏路。2002年，高科路中段（羅山路至申江路）建成。川北公路的罗山路至张江镇西一段路面廢棄，同時川北公路的张江镇至华夏中路路段改名张江路。2005年，川北公路的罗山路至沪南路一段改名为高科西路。截至2010年，川北公路仅存张江路至高斯路以西的全长700米的路段。